# (100415) 1996 BO14
(100415) 1996 BO14 es un asteroide perteneciente al cinturón de asteroides, descubierto el 16 de enero de 1996 por el equipo del Spacewatch desde el Observatorio Nacional de Kitt Peak, Arizona, Estados Unidos.

## Designación y nombre
Designado provisionalmente como 1996 BO14.

## Características orbitales
1996 BO14 está situado a una distancia media del Sol de 2,631 ua, pudiendo alejarse hasta 2,868 ua y acercarse hasta 2,394 ua. Su excentricidad es 0,090 y la inclinación orbital 4,615 grados. Emplea 1559 días en completar una órbita alrededor del Sol.

## Características físicas
La magnitud absoluta de 1996 BO14 es 16,1.